# La Bête du Gévaudan (téléfilm, 2002)
Pour les articles homonymes, voir La Bête du Gévaudan.
Pour plus de détails, voir Fiche technique et Distribution.
La Bête du Gévaudan est un téléfilm français réalisé par Patrick Volson basé sur l'histoire de la Bête du Gévaudan, diffusé pour la première fois en janvier 2003 sur France 3.

## Synopsis
1767. Lorsqu'il arrive au village de Saugues en Gévaudan, le médecin Pierre Rampal, qui a étudié à Paris, découvre une population terrorisée : depuis quelque temps, un animal aussi mystérieux que féroce tue femmes et enfants. L'abbé Pourcher et sa mère, une veuve autoritaire et cupide qui désire agrandir ses terres, affirment que la bête est envoyée par le diable. Accusant de sorcellerie Jean Chastel, un tisserand rebouteux mal famé car ancien Réformé, ils n'hésitent pas à dresser la population contre lui. Des chasseurs sont dépêchés par Louis XV mais les battues échouent. Bien décidé à en finir, le meilleur louvetier du roi tue un loup qu'il envoie à Versailles. Malgré les réserves du savant Buffon qui incline à incriminer plusieurs loups, le monarque décrète l'affaire close. Mais les meurtres continuent, toujours aussi affreux. Rampal s'est épris de Françounette, la fille de Chastel, qui sait lire et entretenir une conversation. Il poursuit avec méthode une patiente enquête scientifique. Il finit par découvrir que l'assassin est un aristocrate local pervers sexuel, le comte de Morangiès. Ce dernier égorge ses victimes avec une longue mâchoire métallique puis en abuse. Pour brouiller les pistes, il applique au sol des empreintes d'animal dont l'inexactitude le trahit et livre les cadavres aux loups enragés qui infestent la région. Rampal le prend en flagrant délit de tentative de viol sur Françounette et le tue d'un coup de pistolet en plein front. Par souci de bienséance, les autorités concluent à un accident. D'une des balles en plomb qu'il a fait bénir par le curé, revenu à de meilleurs sentiments envers lui, Chastel abat le loup qui a tué sa femme. Mais ajouté aux épreuves passées, le veuvage lui a ôté la raison. Il trouve néanmoins la force d'apporter la dépouille de l'animal à Versailles, où on le reçoit très mal. Rampal épouse Françounette.

## Fiche technique
- Réalisation : Patrick Volson
- Scénario : Daniel Vigne et Brigitte Peskine
- Directeur photo : Dominique Brabant
- Musique : Angélique Nachon et Jean-Claude Nachon
- Costumes : Fabio Perrone
- Sociétés de production : Le Sabre, RTBF, K2, Arte France, TV5 Monde
- Genre : Drame, thriller, Historique
- Pays :  France et  Belgique
- Durée : 95 minutes
- Année de production : 2002
- Date de diffusion : 5 janvier 2003 sur France 3
- Classification : déconseillé aux moins de 10 ans lors de sa diffusion sur France 3

## Distribution
- Sagamore Stévenin : Pierre Rampal
- Léa Bosco : Françounette Chastel
- Jean-François Stévenin : Jean Chastel
- Guillaume Gallienne : l'abbé Pourcher
- Vincent Winterhalter : le comte de Morangiès
- Maxime Leroux : le marquis d'Apché
- Louis-Do de Lencquesaing : Beauterne
- Isabelle Leprince : Rosalia Chastel

## Une histoire vraie
Ce téléfilm de Patrick Volson, sur un scénario de Daniel Vigne et Brigitte Peskine, est librement basé sur l'histoire de la Bête du Gévaudan. Cet animal tua une centaine de personnes entre les étés 1764 et 1767, dans l'actuel département de la Lozère. De nombreuses troupes royales et chasseurs distingués furent mobilisés pendant trois ans, sans succès. Finalement, la Bête fut tuée par un paysan mal famé, Jean Chastel, et sa dépouille enterrée à Paris ou, plus probablement, conservée au Muséum national d'histoire naturelle. Depuis, on évoque un loup anthropophage, un animal dressé à tuer, un tueur en série ou même un complot contre le Roi Louis XV.
Le film prend le parti d'accuser l'homme pour absoudre le loup. Ce dernier reste toutefois involontairement complice des meurtres puisque des loups enragés dévorent  les cadavres laissés par l'assassin et sèment ainsi des traces qui créent la confusion. Fasciné par la zoanthropie et les cultures primitives, l'auteur des crimes est un lycanthrope portant une cape en fourrure à tête de loup. Raffiné dans sa perversité, il utilise de fausses empreintes animales et une longue mâchoire métallique artificielle. Son apparente honorabilité d'aristocrate bienséant cache un dédoublement de la personnalité. Cette théorie est exploitée par de nombreux spécialistes de la « Bête » depuis une étude du Dr Puech, professeur à l’école de médecine de Montpellier en 1911. Selon lui, la Bête était un sadique qui aurait profité de la peur du loup et des croyances locales pour commettre ses crimes en toute impunité. Le film met par ailleurs l'accent sur le viol des cadavres alors qu'aucune perversion sexuelle n'est historiquement relatée.
Le scénario s'attache aussi à montrer qu'en plein siècle des Lumières, intolérance religieuse et obscurantisme d'un autre âge règnent toujours en France, surtout dans les provinces les plus éloignées de Paris. Les Réformés n'ont pas le droit d'exercer leur culte sous peine de lourdes sanctions ; c'est pour sauvegarder les siens que Jean Chastel a abjuré la foi de ses parents et renoncé à son ministère. En Gévaudan, le clergé - évêque de Mende et abbé de Saugues en tête - s'efforce de convaincre les esprits que la Bête est une créature diabolique envoyée par Dieu pour châtier les hommes de leur impiété. Par contre à Versailles, le roi, les philosophes et les savants qui l'entourent, tel Buffon, ne désirent rien d'autre que venir à bout d'un ou plusieurs loups particulièrement féroces. En outre, le souverain ne peut souffrir qu'un animal, utilisé comme objet de superstition, ridiculise la monarchie et menace son prestige.

## Des erreurs historiques
Le téléfilm prend de grandes libertés avec l'Histoire :
- la Bête n'a pas frappé qu'aux alentours de Saugues mais en des lieux très éloignés, aux quatre coins du Gévaudan ;
- il n'y a jamais eu de « Chevalier Denneval » à la tête des dragons de Louis XV. Ce personnage combine et confond deux chasseurs ayant joué un grand rôle dans l'affaire de la Bête : le Capitaine Duhamel et le sieur d’Enneval. Aucun dragon n'a été envoyé en Gévaudan aux ordres du Roi, ce fut le régiment des Volontaires Etrangers de Clermont-Prince[3]. En outre, les uniformes des officiers sont anachroniques[4] ;
- Antoine de Beauterne se nommait en réalité François Antoine, le titre de courtoisie « de Beauterne » appartenant à son fils. Antoine n'était pas « louvetier du roi », mais porte-arquebuse et lieutenant des chasses. Il a été envoyé par Louis XV en 1765, non en 1767. Il n'a pas non plus été décoré de la croix de St-Louis à la suite de la mort du loup, il l'avait déjà depuis dix ans[5] ;
- Jean Chastel, qui vivait au village de La Besseyre-Saint-Mary et non à Saugues, n'était pas tisserand mais agriculteur (et, à l'occasion, cabaretier). Le personnage de sa fille aînée, « Françounette », est purement fictif[6],[7]. Par contre ses fils Pierre et Jean Antoine (dit « Antoine »), directement impliqués dans l'affaire car emprisonnés avec lui, sont absents du film ;
- l'abbé Pourcher est inspiré de Pierre Pourcher (1831-1915), un curé né plus de 60 ans après les faits, auteur d'ouvrages historiques sur la Lozère et considéré comme le premier historien de la Bête[8] ;
- le comte Jean-François Charles de Morangiès n'est pas décédé en 1767. Il a survécu à la Révolution après une incarcération pour dettes, un héritage et un remariage[9],[10] :
- aucune violence sexuelle n'a été constatée durant les attaques de la Bête ;
- Mademoiselle de Morangiès, favorite de Louis XV, est un personnage imaginaire ;
- certains éléments du décor sonnent faux car approximatifs (les lourds chandeliers muraux et les rideaux verts des appartements royaux de Versailles) ou anachroniques (le compotier en verre taillé posé sur une table chez l'abbé Pourcher ; la tranche bien trop blanche du livre que lit Françounette, le papier du XVIIIe siècle étant plus foncé que l'actuel).